# Atrypanius conspersus
Atrypanius conspersus là một loài bọ cánh cứng trong họ Cerambycidae.